# Zgornje Pirniče
Zgornje Pirniče so naselje, ki leži pod Šmarno goro. Skupaj s Spodnjimi Pirničami, Verjem, Vikrčami in Zavrhom sestavljajo krajevno skupnost Pirniče, ki spada pod okrilje občine Medvode.
Je tudi sedež Župnije Pirniče; v Zgornjih Pirničah stoji tudi župnijska cerkev Marije Vnebovzete, s podružničnima cerkvama: cerkev sv. Križa v Spodnjih Pirničah in cerkev sv. Tomaža, apostola, v Zgornjih Pirničah.